# Impatiens leucantha
Impatiens leucantha är en balsaminväxtart som beskrevs av Thw. Impatiens leucantha ingår i släktet balsaminer, och familjen balsaminväxter. Inga underarter finns listade i Catalogue of Life.